# Бородіно (Подольський міський округ)
Боро́діно (рос. Бородино) — присілок у складі Подольського міського округу Московської області, Росія.

## Населення
Населення — 88 осіб (2010; 33 у 2002).
Національний склад (станом на 2002 рік):
- росіяни — 100 %